# Olivia Down Under
Az Olivia Down Under Olivia Newton-John a HBO tévécsatorna számára készített zenés ausztráliai országjárása. A műsor egyrészt Ausztrália 200 éves évfordulójának tiszteletére, másrészt Olivia akkor megjelent The Rumour című albumának bemutatására készült.

## AzOlivia Down Undervideo ismertetése
Az Olivia Down Under Ausztrália 200 éves évfordulója alkalmából 1988. július 30-án a HBO tévécsatornán bemutatott egyórás zenés tévéműsor, majd videókazetta, melyben Olivia Newton-John vezetésével az ország tájainak, szokásainak, történelmének bemutatása mellett akkori legújabb The Rumour albumán szereplő nyolc dal videóklipje és három, csak a műsorban és a videókazettán megjelent klip is látható. A látványos, humoros, sok helyszínen forgatott műsor forgatása hat hétig tartott, a stáb közel tízezer kilométert tett meg Ausztrália különféle, sok esetben mindentől távol eső helyszínein. A műsor utómunkálatai Londonban készültek.

### A műsor cselekménye és dalai
Olivia a repülőgépen ül Los Angelesből Sydney felé, a Down Under forgatására. A gépen közhelyszerűen tipikus ausztrál férfiak csoportja is utazik, akik jó néhány sör után a Waltzing Matilda című dalt éneklik, mely Ausztrália szinte nem hivatalos himnusza. A gép már Sydney felett repül, mikor Olivia megemlíti, Tasmániában is forgatni kéne, a gép erre irányt vált és irány Hobart.
Hobartból egyelőre csak annyi lett, hogy a műsor a H.M.A.S. Hobart nevű hadihajó fedélzetén folytatódik, ahol Olivia a legénység legnagyobb örömére a Tutta la vita című dalát énekli, közben az ausztrál bicentennárium tiszteletére a Sydney-i kikötőben több ezer hajó részvételével tartott víziparádét és tűzijátékot is láthatjuk. Ezt egy humoros interjú követi a hajó parancsnokával, aki szerint Ausztrália nem egy nagyon romantikus ország.
A következő jelenet már az ország közepén, egy minden lakott helytől távol álló, több ezer négyzetkilométeres birkafarmon játszódik, ahonnan a  legközelebbi szomszéd is 30 mérföldre van és az orvos kisrepülővel jön ki, ha szükséges. Elbeszélget a farm teljesen egyszerű és hétköznapi gazdáival, beáll a birkanyírómunkások közé birkát nyírni, majd a munkásokkal elénekli a hagyományos birkanyíródalt (Click Go The Shears). Mikor a birkákra (vagy inkább a munkásokra) megjegyzi a nem túl kellemes illatot, bedobják a gyapjúraktárba és rázárják az ajtót.
Mikor az ajtó nyílik, már egy börtöncella ajtaját láthatjuk a Port Arthuri egykori fegyenctelepen, ahol a  múzeumigazgató elmeséli a rabok egykori embertelen életkörülményeit, valamint, hogy akár egy vekni kenyér ellopásáért is ide lehetett kerülni Angliából. Az interjút egy klip követi, a Walk Through Fire, melyben egy régi történet elevenedik fel, egy a terhes felesége számára kenyeret lopott, ezért ide került férfi története.
A műsor ezután vidámabbra vált. Olivia a strandon énekli az Old Fashioned Man című dalt. Miután úszás közben bajba kerül és a vállas, hivatásos „Baywatch” fiúk sorra csődöt mondanak, egy apró, vékonydongájú „régi vágású” kis ember menti meg.
Ezután Olivia helyi nőkkel beszélget a strandon az ausztrál férfiakról, akik ugyan túl sok időt töltenek a pubban „a férfiak az egész világon csak férfiak”, de alapvetően jólelkű és romantikus emberek.
A műsor egy dallal folytatódik, ez Oliva saját szerzeménye, a Let's Talk About Tomorrow, a környezetvédelemről és a bolygó megóvásáról szól. A klipben Ausztrália különleges szépségű tájai, állatai, valamint környezetrombolás képei váltakoznak. Ezt egy szomorú dal, a Winter Angel követi. A tengerparti homokon játszódó klipben Olivia akkor kétéves lánya, Chloé Lattanzi is látható.
Egy rövid beszélgetés következik egy régi családi szőlészet-borászat tulajdonosával, majd Coober Pedy, az opálbányászatáról híres kisváros következik, ahol megismerkedhetünk a „2 Up” nevű tiltott pénzfeldobós szerencsejátékkal. Noha tipikusan férfijáték, Olivia kivételesen részt vehet benne és nyer. A játékosokat a megérkező rendőrök zavarják szét. A jelenet alatt a Get Out című dal szól. Olivia ezután helyiekkel beszélget az igen veszélyes opálbányászatról.
Az opálbánya után egy interjú következik, melynek alanya Crocodile Harry, egy barlangból kialakított lakásban élő, nem éppen fiatal alternatív művész. Szintén itt forgatták a Mad Max 3 cserevárosi (Bartertown) jeleneteit. A következő dal a Big & Strong. A klip egyik részét egy gyertyákkal díszített jéghideg barlangban forgatták Tasmániában, a másik rész a sivatagban készült, elviselhetetlen melegben.
A következő jelenetben Olivia favágókkal beszélget egy erdőben, ezúttal a nőkről. Kiderül, az ausztrál nők fele nem főz otthon, ez már az egyenjogúság jele...
A következő klip a Love And Let Live. Szintén az erdőben forgatták, fekete-fehérben. Témája a szexuális szabadság és az AIDS. A klip számára az erdőben – az áldozatokat szimbolizálva – több, mint száz jelképes sírkeresztet állítottak.
A körutazás után ismét a kikötőben vagyunk, ahol Olivia amerikai tengerészekkel beszélget az ausztrálokról, akik kedves és barátságos emberek, valamint az is biztos, többet bírnak inni, mint az amerikaiak.
Az egész műsor összefoglalója következik, az It's Always Australia For Me. A himnikus jellegű dal Olivia hitvallása fogadott hazája, Ausztrália számára. A klip az egész műsor legszebb helyszíneinek képsorait is tartalmazza.
A műsor lassan végetérőben. Olivia a sivatag közepén, egy földúton áll és stoppolni készül, hogy hazajusson Los Angelesbe. Egy több pótkocsiból álló, gigantikus méretű kamion, úgynevezett „országúti vonat” (road train) meg is áll, de a sofőr közli, másfelé megy mint Olivia, majd elhajt. Mivel csak egy irányba lehet menni, Olivia megjegyzi: „szeretem az ausztrálok humorát”, majd a semmi közepéről gyalog elindul haza.
Los Angelesben már mindenki várja a The Rumour dal klipjének a forgatására, dehát gyalog kissé sokáig tart az út az ausztrál sivatagból Los Angelesbe... Mikor némi késéssel megérkezik, Kenny Ortega, a koreográfus meg is jegyzi: „hol voltál, már azt hittük, megevett egy fehér cápa”, Olivia válasza: „az csak egy pletyka”, majd kezdődik a műsor utolsó száma, a The Rumour (A pletyka) című dal látványos és Oliviától szokatlanul merész klipje.

## Az Olivia Down Under klipjei
A külön meg nem jelölt dalok Olivia The Rumour című albumán jelentek meg. A klipek közül a The Rumour az  Olivia Newton-John: Video Gold DVD-n is megjelent. 
- Tutta La Vita
- Click Go the Shears (trad. birkanyíródal, csak itt jelent meg)
- Walk Through Fire
- Old Fashioned Man (trad., csak itt jelent meg)
- Let's Talk About Tomorrow
- Winter Angel (Olivia Newton-John/Amy Sky) (A The Rumour kislemez „B” oldalán jelent meg, az albumon nem szerepel)
- Get Out
- Big and Strong
- Love and Let Live
- It's Always Australia For Me (csak a The Rumour album ausztrál kiadásán jelent meg)
- The Rumour

## Kiadások
- VHS: Polygram Music Video - CFV 02572
- A műsor Laserdisc és CD Video lemezen is megjelent.